# Ca ngợi Tổ quốc
"Ca ngợi Tổ quốc" (giản thể: 歌唱祖国; phồn thể: 歌唱祖國; bính âm: Gēchàng Zǔguó, Hán-Việt: Ca xướng Tổ quốc) là một bài hát yêu nước nổi tiếng của Cộng hoà Nhân dân Trung Hoa. Nó do Vương Sân sáng tác sau khi nước Trung Quốc thành lập. Nhạc hiệu bài hát đôi khi được gọi là "quốc ca thứ hai của Cộng hoà Nhân dân Trung Hoa".
Bài hát được dùng làm nhạc hiệu mở đầu cho một số chương trình radio tại Trung Quốc.